# 刘世骅
刘世骅（1917年—？），男，江苏泰兴人，中国电子产品制造工艺专家，曾任电子工业部电子技术推广应用研究所所长兼总工程师、高级工程师，中国自动化学会常务理事。